# Saint-Cernin-de-l'Herm
Saint-Cernin-de-l'Herm è un comune francese di 252 abitanti situato nel dipartimento della Dordogna nella regione della Nuova Aquitania.
l territorio comunale è bagnato dalle acque del fiume Lémance.

## Società

### Evoluzione demografica
Abitanti censiti